# Mébévérine
La mébévérine est une molécule aux propriétés antimuscariniques. Elle est utilisée chez l'homme comme médicament, sous forme de chlorhydrate, pour traiter les spasmes digestifs. Elle agit comme un antispasmodique musculotrope, en induisant une relaxation des muscles des intestins.

## Effets secondaires
Les principaux effets secondaires sont des réactions d'hypersensibilité : éruptions cutanées, œdème de Quincke. La mébévérine peut aussi causer des nausées et des maux de tête.
Les métabolites de la mébévérine peuvent provoquer une réaction positive de certains tests de recherche de la consommation d'amphétamines.

## Spécialités contenant de la mébévérine
- Médicaments contenant de la mébévérine commercialisés en France[3] :
  - Duspatalin ;
  - Spasmopriv ;
  - mébévérine générique des laboratoires Biogaran, EG, Mylan, Teva, Zentiva et Zydus.